# (15931) 1997 WK45
A (15931) 1997 WK45 a Naprendszer kisbolygóövében található aszteroida. A LINEAR projekt keretében fedezték fel 1997. november 29-én.